# Sœurs Hong
Hong Jung-eun (coréen : 홍정은 ; née en 1974) et Hong Mi-ran (coréen : 홍미란 ; née en 1977), connues sous l'appellation commune des « Sœurs Hong » (coréen : 홍자매), sont des scénaristes et show runneuses sud-coréennes.

## Biographie

### 2005 - 2008: Un succès immédiat
« Nous travaillons toujours ensemble et nous n'avons pas l’intention de travailler séparément à l'avenir. Nous partageons un ordinateur, nous avons des conversations et nous créons des histoires tout le temps. Nous écrivons tous les épisodes ensemble. [Ainsi], nous sommes toutes les deux au courant de chaque mot écrit sur le script »

— Les Sœurs Hong sur leur processus de travail.
Passionnées par la littérature, le cinéma, la mythologie coréenne mais aussi les légendes et contes étrangers, les Sœurs Hong débutent leur carrière en écrivant des scripts de téléréalité.
Elles signent leur premier projet commun au printemps 2005 avec Sassy Girl Chun-hyang, une transposition contemporaine du célèbre conte Chunhyangjeon. Réalisé par Jeon Ki-sang, le drama obtient non seulement un immense succès national mais conquit également de nombreux pays asiatiques. Il donne ses lettres de noblesse à la jeune actrice Han Chae-young et renforce l'aura de Jae Hee, révélé par le long-métrage Locataires l'année précédente. A ce jour, la série reste la production la plus regardée des Hong, avec un taux d'audience maximal d'environ 32% pour l'épisode final.
Leur second projet, My Girl, est diffusé quelques mois plus tard à l'hiver 2005. Toujours mise en scène par Jeon Ki-sang, cette nouvelle production connaît un accueil identique et lance notamment la carrière de Lee Da-hae, Lee Joon-gi ou encore Lee Dong-wook, considérés comme des figures emblématiques de la hallyu.
Les Sœurs Hong poursuivent sur leur lancée avec Couple or Trouble (aussi connu sous le titre de Fantasy Couple, 2006). Leur scénario est un remake d'Un couple à la mer, un film hollywoodien sorti en 1987. Han Ye-seul et Oh Ji-ho partagent l'affiche de cette comédie romantique à succès.
Pour leur quatrième série, les Sœurs Hong s'orientent vers la fiction historique et mettent en scène le héros populaire Hong Gil-dong, présenté comme le Robin des Bois de l'ère Joseon. Porté par Kang Ji-hwan, Sung Yu-ri et Jang Geun-suk, le drama mêle comédie dramatique, intrigue politique, romance, cascades extravagantes, costumes volontairement décalés et bande originale anachronique. La série rencontre des audiences mitigées mais s'avère très populaire en ligne. Hong Gil-Dong remporte le prix de la meilleure mini-série au Roma Fiction Fest de 2008.

### 2009: Le phénomèneYou're Beautiful
« [Les héros des séries sud-coréennes sont souvent froids et durs [...] avant qu'une héroïne [...] s'immisce dans leur vie.] C'est un genre de personnage qui est populaire de tout temps et dans toutes les cultures. De Mr Darcy dans Orgueil et Préjugés au prince maudit dans La Belle et la Bête. »

— Les Sœurs Hong reviennent sur l'archétype de leurs protagonistes masculins, auquel correspond notamment Tae-kyung de You're Beautiful.

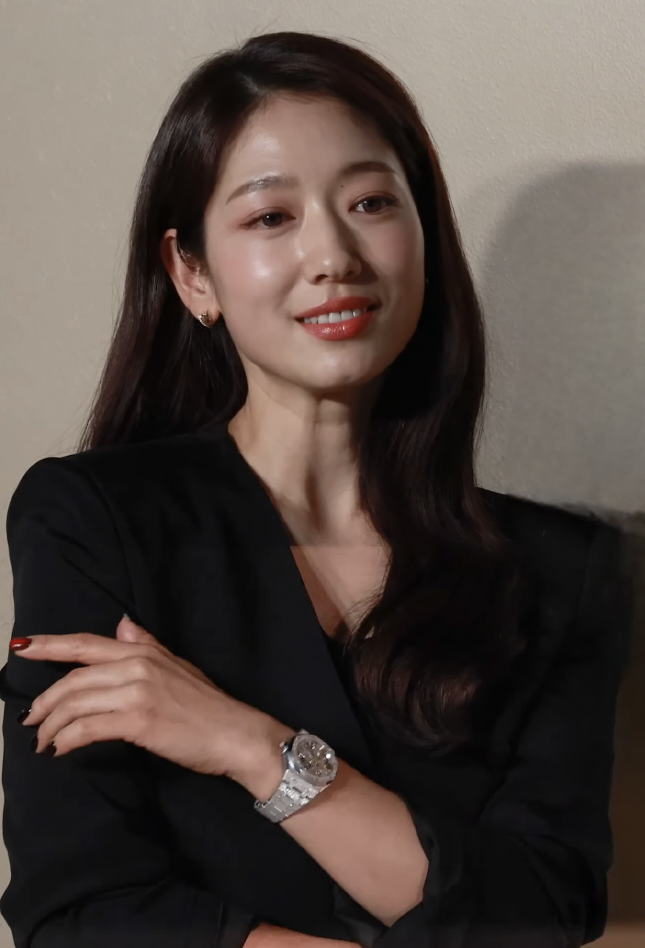
Park Shin-hye accroît sa notoriété en interprétant Mi-nyo, l'héroïne de You're Beautiful.

En 2009, les Sœurs Hong changent une fois encore d'univers et situent leur nouveau show, You're Beautiful, dans le monde de la k-pop. Elles retrouvent à cette occasion Jang Geun-suk, déjà à la distribution de Hong Gil-Dong. Le casting est complété par Park Shin-hye et deux étoiles montantes de la scène musicale : Jung Yong-hwa (CN Blue) et Lee Hong-ki (F.T. Island).
Pour la première fois de leur carrière, le drama enregistre des audiences très faibles. Malgré ces prémices timides, You're Beautiful développe une forte notoriété en ligne et acquit un statut culte, notamment auprès des téléspectateurs internationaux,.
Le drama comprenant des scènes de concert données par le groupe fictif A.N.JELL, le quatuor principal donne une unique représentation où 25 000 fans sont présents.
La série est diffusée dans divers pays d'Asie, parmi lesquels la Chine, la Thaïlande, la Malaisie, Singapour, l'Indonésie, les Émirats arabes unis et les Philippines. Au Japon, elle bat des records d'audience sur Fuji Television et surpasse toute concurrence dans cette tranche horaire.
L'album de la bande originale s'écoule à 20 000 exemplaires dès la première semaine de sa sortie ; fin 2011, on estime que 57 000 exemplaires ont été vendus en Corée du Sud.
Deux remakes sont produits, l'un japonais (Ikemen desu ne, 2011), l'autre taïwanais (Fabulous Boys, 2013).

### 2010 - 2015: Entre succès et échecs
« Les comédies romantiques sont ce que la [Corée du Sud] fait de mieux. Dans notre cas, nous préférons mettre l'accent sur la comédie plutôt que sur la romance. »

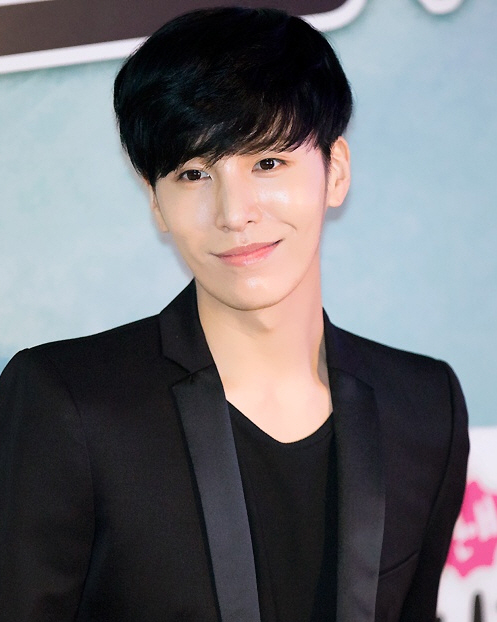
No Min-woo campe l'antagoniste Park Dong-ju dans My Girlfriend is a Gumiho.

Fortes de ce phénomène, les Sœurs Hong s'inspirent du folklore coréen pour leur prochaine création. Elles réinventent ainsi la légende du gumiho, le fameux renard à neuf queues, tout en incorporant à leur trame le conte traditionnel Bi Hyeong-rang et Gil-dal. Contrairement à la représentation habituelle du gumiho, la série ne montre pas le renard à neuf queues comme une figure malfaisante mais l'impose bel et bien en héroïne romantique et tragique. Intitulée My Girlfriend is a Gumiho, la série met en avant Shin Min-a, Lee Seung-gi et No Min-woo. Le drama est diffusé en 2010 ; il confirme le succès des Hong et est couronné de plusieurs récompenses.
Leur drama suivant, The Greatest Love (2011), bénéficie du même engouement public et d'une reconnaissance inégalée. Cha Seung-won et Gong Hyo-jin s'illustrent dans cette comédie romantico-dramatique populaire qui domine le créneau horaire pendant sa diffusion et rafle de nombreuses récompenses aux MBC Drama Awards. Lors de la cérémonie, les Hong se voient décerner le Prix de l'écrivain de l'année.
Cette vague de triomphes prend fin en 2012 avec Big : cette intrigue où un jeune homme de 18 ans et un adulte de 30 ans échangent leurs corps ne parvient pas à convaincre. Malgré la présence du tandem Gong Yoo-Lee Min-jung, la série ne rencontre pas son public et est alors considérée comme la production la moins aboutie des Hong.
Elles rebondissent l'année suivante avec Master's Sun, un drama qui combine comédie, romance et horreur. Le couple principal est incarné par Gong Hyo-jin (déjà présente dans The Greatest Love) et So Ji-sub. Le magazine K-society compare le protagoniste masculin Joo Joong-won (So Ji-sub) au héros d'Orgueil et Préjugés, Mr Darcy. La série reçoit d'excellentes critiques de la part du public comme des professionnels, caracole en tête des audiences et bénéficie de nombreuses récompenses.
En 2015, elles présentent Warm and Cozy, une réinterprétation moderne de La Cigale et la Fourmi dont la trame se déroule sur l'île de Jeju. Portée par Kang So-ra, cette comédie entre romance et fable culinaire ne parvient pas à piquer l'attention des spectateurs. Les audiences sont plus mauvaises que celles de Big, Warm and Cozy est dès lors reconnu comme leur drama le plus faible.

### 2017 - 2023: Les reines de la romance fantastique
« Les fantômes sont fascinants parce qu'ils sont morts. C'est beaucoup plus difficile de réconforter une personne vivante dans une situation compliquée. On peut offenser cette personne et il n'y a pas de bonne réponse à donner dans la vie. Lorsqu'il s'agit des morts, en revanche, tout est dans le passé. Il est plus facile de les réconforter. »

— Les Sœurs Hong reviennent sur leur rapport aux revenants et au trépas.
En 2017, les Sœurs Hong renouent avec le fantastique et se penchent sur le roman classique chinois La Pérégrination vers l'Ouest. Cette relecture moderne, baptisée A Korean Odyssey, réunit un casting d'habitués célèbres tels que Cha Seung-won (The Greatest Love), Lee Seung-gi (My Girlfriend is a Gumiho) et Lee Hong-ki (You're Beautiful). Elle marque également une nouvelle collaboration entre les Hong et le réalisateur Park Hong-kyun (Warm and Cozy ; The Greatest Love). La série est un triomphe et établi un record d'audience pour la chaîne tvN, démontrant sa popularité auprès de la tranche des 20-49 ans.

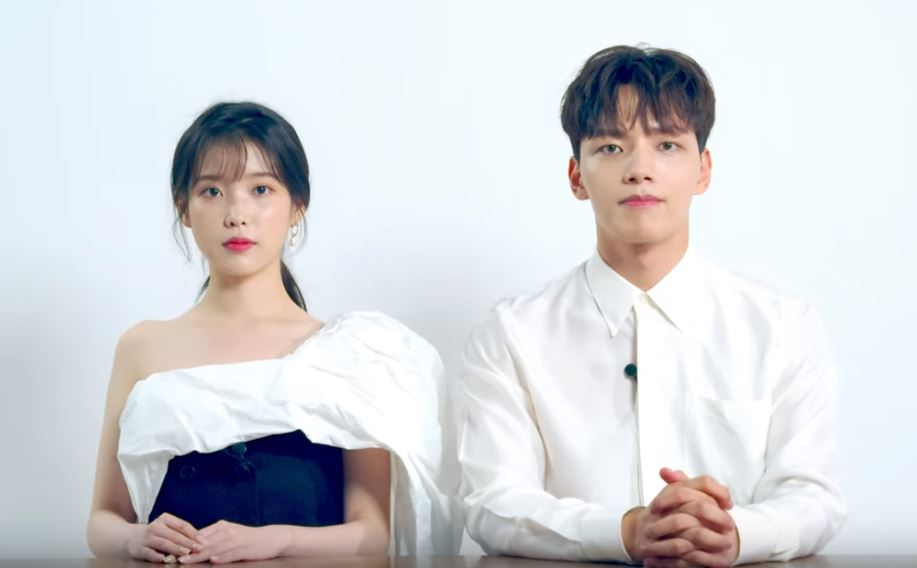
IU et Yeo Jin-goo, le tandem phare de Hotel del Luna.

Le duo signe son retour en 2019 avec une autre série à succès, Hotel del Luna. Ce drama s'illustre dans deux registres souvent explorés par les deux sœurs : le fantastique à tendance horrifique et la comédie romantique. La chanteuse IU et Yeo Jin-goo obtiennent les rôles principaux. Les Sœurs Hong établissent un parallèle entre l'héroïne de Hotel del Luna, Jang Man-wol (campée par IU), et le héros de La Belle et la Bête. Le programme se place en tête des dramas les plus suivis de l'année sur tvN et demeure l'une des séries sud-coréennes les mieux notées dans toute l'histoire de la télévision.
Après trois ans de pause, les Sœurs Hong reviennent avec Alchemy of Souls. Ce drama fantastique a pour trio principal Lee Jae-wook, Jung So-min et Go Youn-jung. La série est scindée en deux parties sur tvN : la première, comprenant 20 épisodes, est diffusée du 18 juin au 28 août 2022 ; la seconde, intitulée Alchemy of Souls : Light and Shadow, comporte 10 épisodes et est diffusée du 10 décembre 2022 au 8 janvier 2023.

### 2025 - en cours: Un retour aux sources?
Le prochain drama des Sœurs Hong, Can This Love Be Translated?, est une comédie romantique avec Kim Seon-ho et Go Youn-jung. Attendu pour 2025, il est annoncé en tant qu'exclusivité pour la plateforme Netflix.

## Filmographie
| Période de diffusion              | Titre                              | Titre                | Chaîne  | Réalisateur(s)                | Nombre d'épisodes | Audiences     | Audiences     | Audiences |
| Période de diffusion              | International                      | Coréen               | Chaîne  | Réalisateur(s)                | Nombre d'épisodes | La plus haute | La plus basse | Moyenne   |
| --------------------------------- | ---------------------------------- | -------------------- | ------- | ----------------------------- | ----------------- | ------------- | ------------- | --------- |
| 3 janvier – 1er mars 2005         | Sassy Girl Chun-hyang              | 쾌걸 춘향            | KBS2    | Jeon Ki-sang, Ji Byung-hyun   | 17                | 31.3%         | 15.4%         | 23.8%     |
| 14 décembre 2005 – 2 février 2006 | My Girl                            | 마이걸               | SBS     | Jeon Ki-sang                  | 16                | 24.0%         | 14.0%         | 19.4%     |
| 14 octobre – 3 décembre 2006      | Couple or Trouble                  | 환상의 커플          | MBC     | Kim Sang-ho                   | 16                | 21.4%         | 9.9%          | 13.6%     |
| 2 janvier – 26 mars 2008          | Hong Gil-dong                      | 쾌도 홍길동          | KBS2    | Lee Jung-sub                  | 24                | 16.9%         | 8.8%          | 14.5%     |
| 7 octobre – 26 novembre 2009      | You're Beautiful                   | 미남이시네요         | SBS     | Hong Sung-chang               | 16                | 10.9%         | 7.5%          | 9.2%      |
| 11 août – 30 septembre 2010       | My Girlfriend Is a Nine-Tailed Fox | 내 여자친구는 구미호 | SBS     | Boo Sung-chul                 | 16                | 19.9%         | 8.7%          | 12.6%     |
| 4 mai – 23 juin 2011              | The Greatest Love                  | 최고의 사랑          | MBC     | Park Hong-kyun, Lee Dong-yoon | 16                | 21.0%         | 8.4%          | 16.0%     |
| 4 juin – 24 juillet 2012          | Big                                | 빅                   | KBS2    | Ji Byung-hyun, Kim Sung-yoon  | 16                | 11.1%         | 7.4%          | 8.5%      |
| 7 août – 3 octobre 2013           | Master's Sun                       | 주군의 태양          | SBS     | Jin Hyuk                      | 17                | 21.8%         | 13.6%         | 17.2%     |
| 13 mai – 2 juillet 2015           | Warm and Cozy                      | 맨도롱 또똣          | MBC     | Park Hong-kyun, Kim Hee-won   | 16                | 8.8%          | 5.6%          | 7.4%      |
| 23 décembre 2017 - 4 mars 2018    | A Korean Odyssey                   | 화유기               | tvN     | Park Hong-kyun                | 20                | 6.942%        | 3.586%        | 5.415%    |
| 13 juillet – 1er septembre 2019   | Hotel del Luna                     | 호텔 델루나          | tvN     | Oh Choong-hwan                | 16                | 12.001%       | 7.023%        | 8.867%    |
| 18 juin 2022 – 8 janvier 2023     | Alchemy of Souls                   | 환혼                 | tvN     | Park Joon-hwa                 | 30                | 9.651%        | 4.989%        | 6.665%    |
| A venir                           | Can This Love Be Translated?,      | 이 사랑 통역 되나요? | Netflix | Yoo Young-eun                 | 10                |               |               |           |

## Collaborateurs réguliers

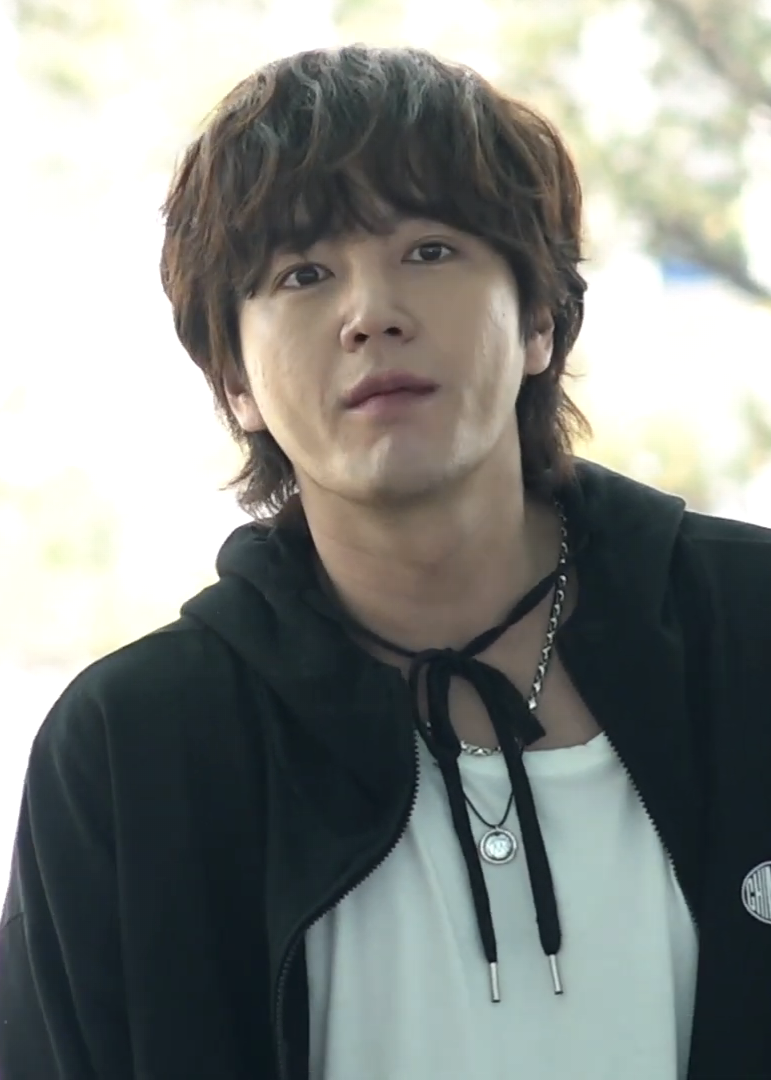
Jang Geun-suk, présent dans Hong Gil-dong, You're Beautiful.
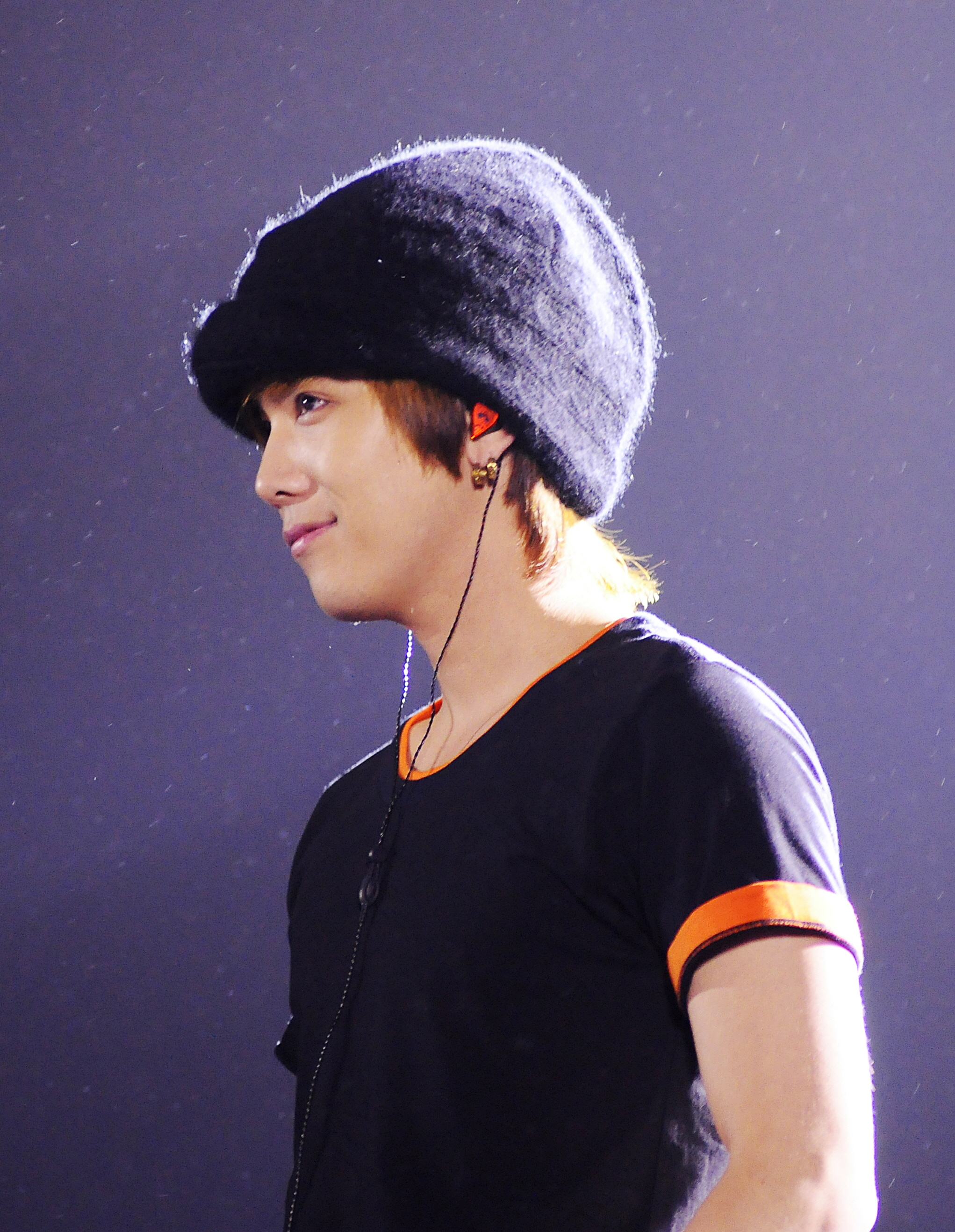
Lee Hong-ki, présent dans You're Beautiful, A Korean Odyssey.
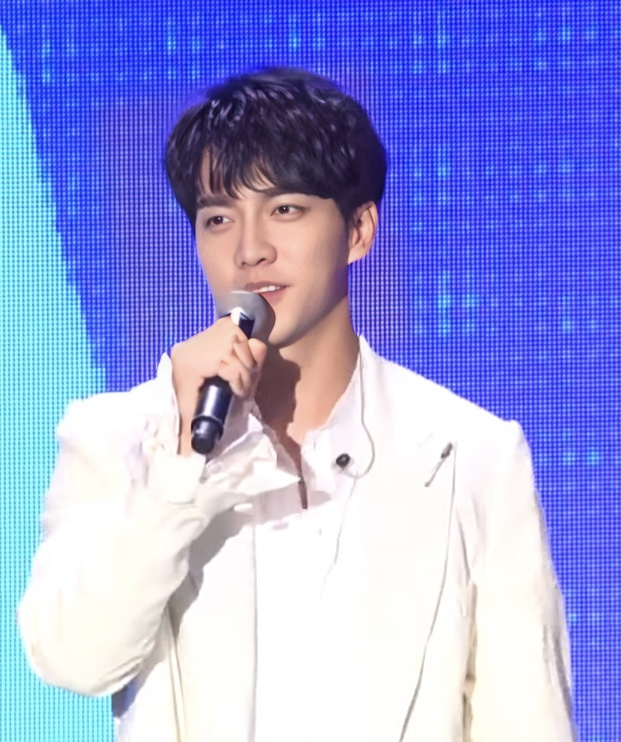
Lee Seung-gi, présent dans My Girlfriend is a Gumiho, A Korean Odyssey.
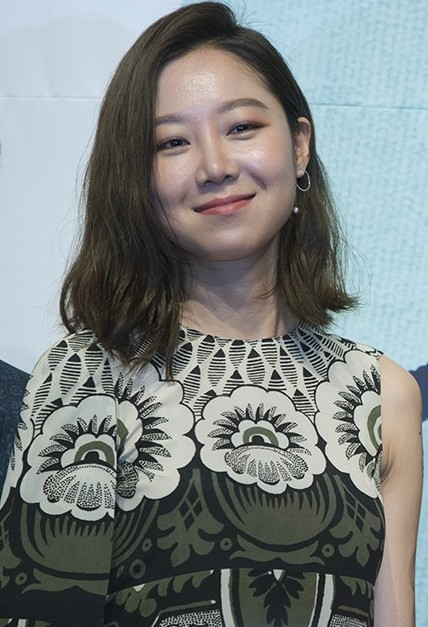
Gong Hyo-jin, présente dans The Greatest Love, Master's Sun.
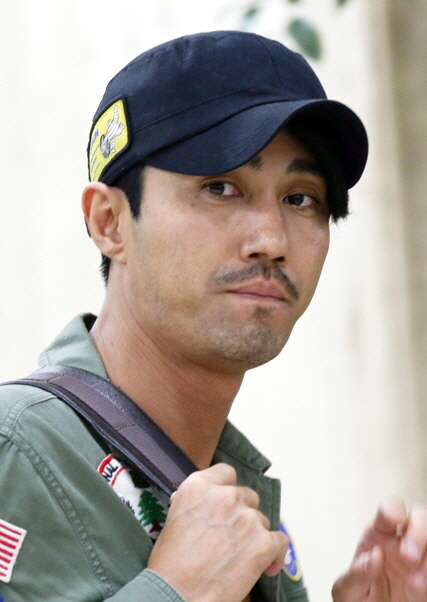
Cha Seung-won, présent dans The Greatest Love, A Korean Odyssey.
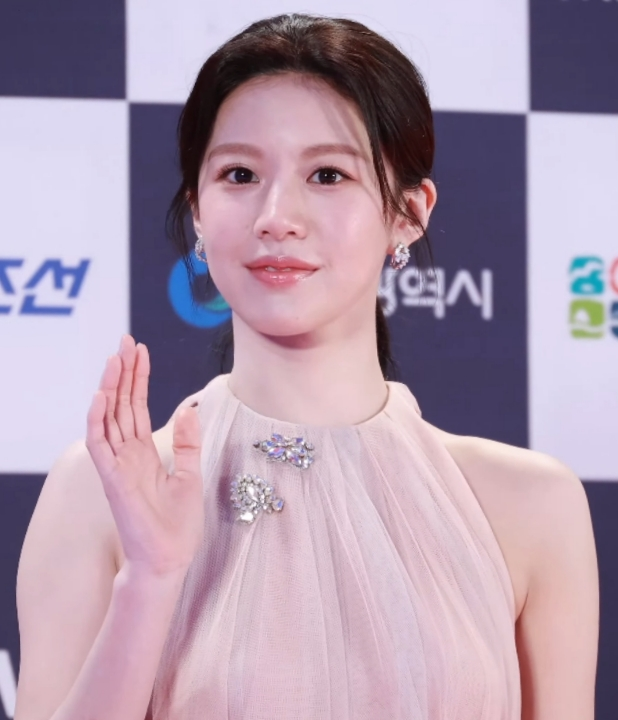
Go Youn-jung, présente dans Alchemy of Souls, Can This Love Be Translated?

## Récompenses

### Prix et nominations
| Cérémonie                                                           | Année | Catégorie                                  | Œuvre concernée   | Résultat   | Ref.   |
| ------------------------------------------------------------------- | ----- | ------------------------------------------ | ----------------- | ---------- | ------ |
| 4ème Korea Drama Awards                                             | 2011  | Meilleur auteur                            | The Greatest Love | Nomination | [ 24 ] |
| MBC Drama Awards                                                    | 2011  | Drama de l'année                           | The Greatest Love | Lauréat    | [ 25 ] |
| MBC Drama Awards                                                    | 2011  | Auteur de l'année                          | The Greatest Love | Lauréat    | [ 25 ] |
| Korea PD Awards                                                     | 2012  | Meilleur auteur de télévision              | The Greatest Love | Lauréat    |        |
| 8ème New York Television Festival's International TV & Films Awards | 2012  | Prix d'Argent pour une mini-série          | The Greatest Love | Lauréat    | ,      |
| 48ème Baeksang Arts Awards                                          | 2012  | Meilleur drama                             | The Greatest Love | Nomination | [ 28 ] |
| 48ème Baeksang Arts Awards                                          | 2012  | Meilleur scénario pour une série télévisée | The Greatest Love | Nomination | [ 28 ] |
| 7ème Seoul International Drama Awards                               | 2012  | Drama sud-coréen exceptionnel              | The Greatest Love | Nomination |        |
| 2nd Asian Academy Creative Awards                                   | 2019  | Meilleure série dramatique                 | Hotel del Luna    | Nomination |        |
| 59ème Baeksang Arts Awards                                          | 2023  | Meilleur scénario pour une série télévisée | Alchemy of Souls  | Nomination |        |
| 9ème Seoul International Drama Awards                               | 2014  | Drama sud-coréen exceptionnel              | Master's Sun      | Nomination |        |

### Titres honorifiques
| Céremonie                              | Année | Titre                                                               | Ref.   |
| -------------------------------------- | ----- | ------------------------------------------------------------------- | ------ |
| Korean Popular Culture and Arts Awards | 2012  | Prix remis par le ministre de la Culture, des Sports et du Tourisme | [ 30 ] |